# Божє
Божє (словен. Božje) — поселення в общині Оплотниця, Подравський регіон‎, Словенія.